# Canada Olympic Park

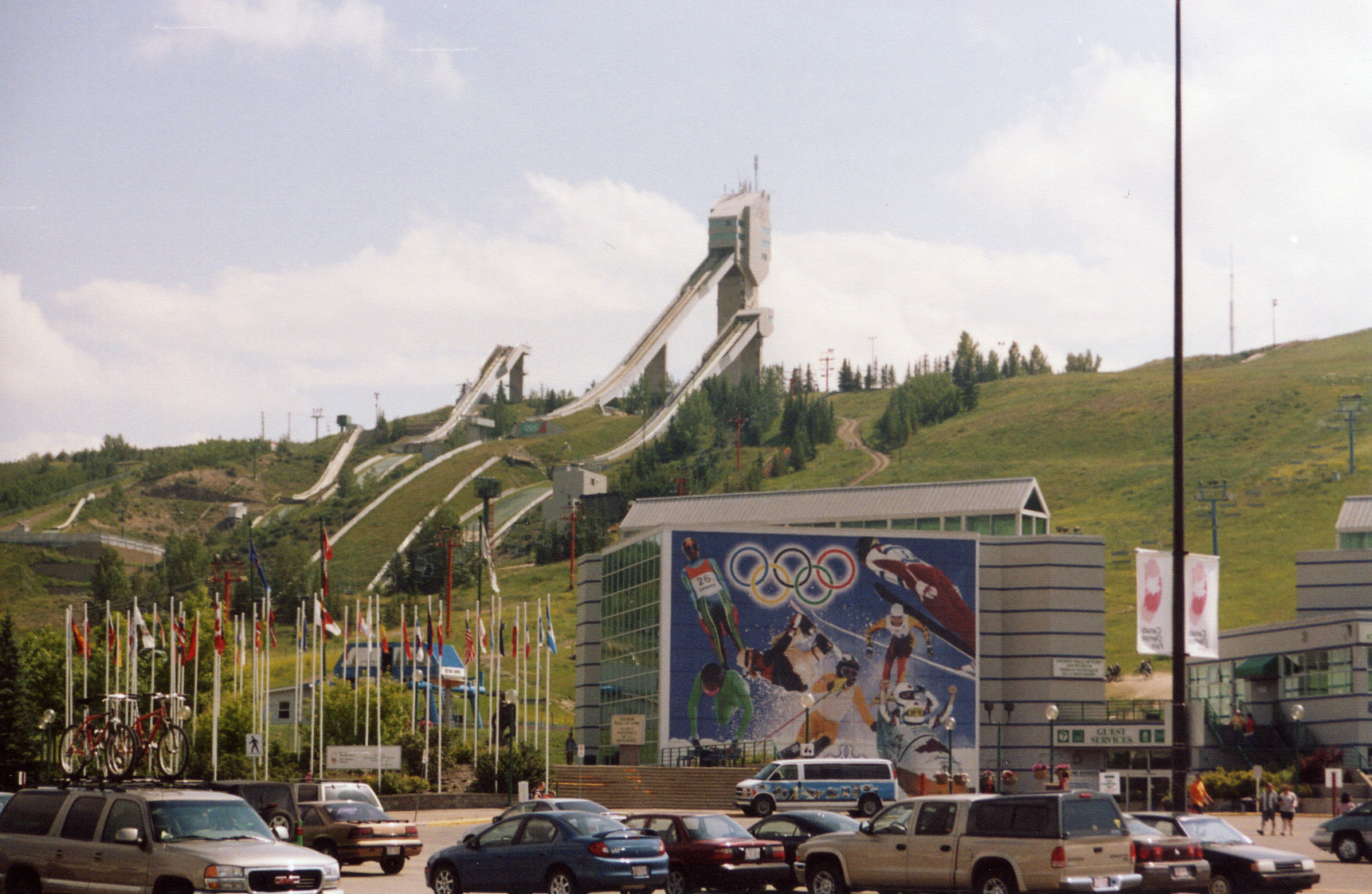
Canada Olympic Park im Sommer 2005

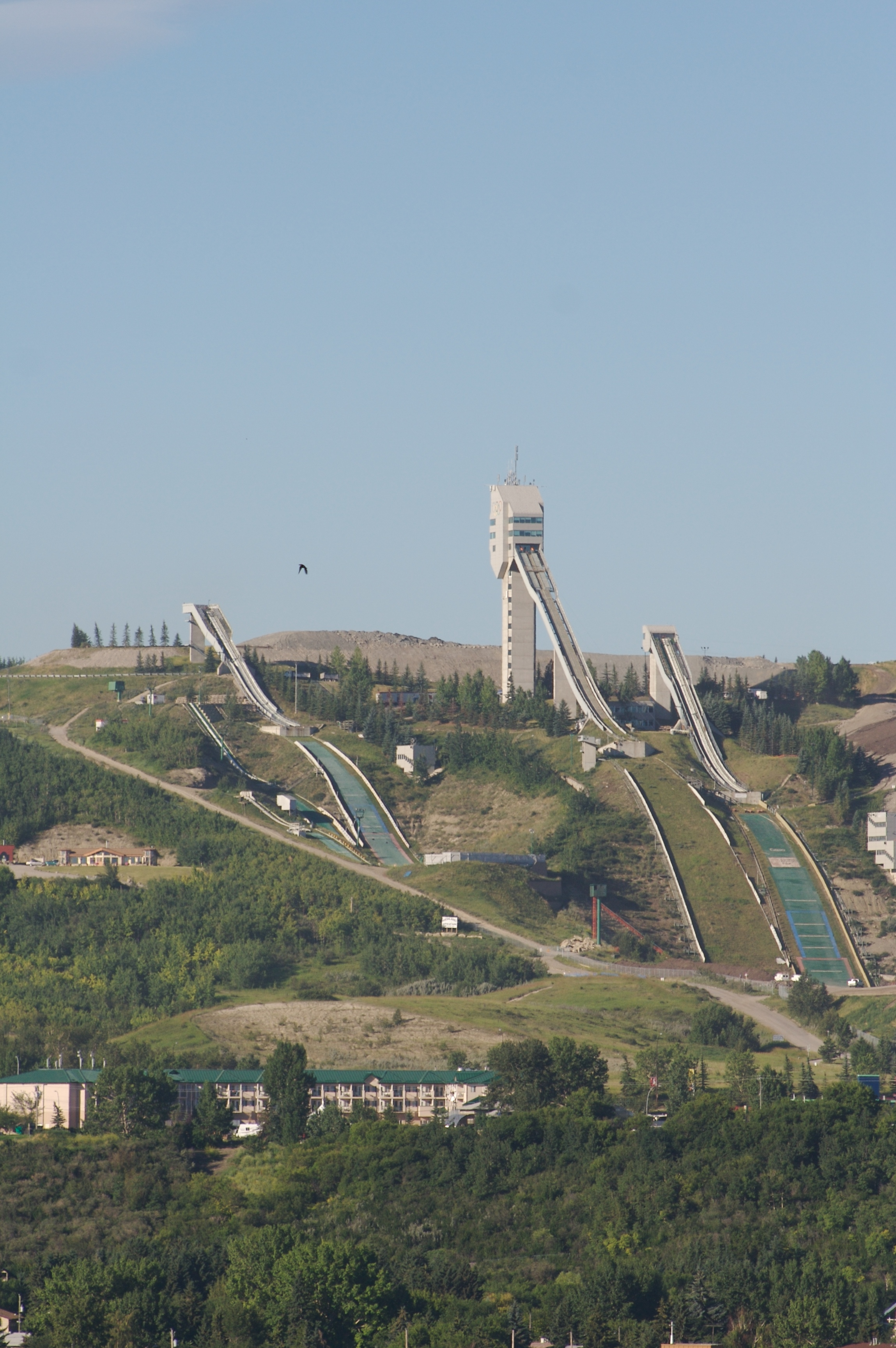
Calgary Olympic Park im Juli 2007

Der Canada Olympic Park (COP) befindet sich in Calgary in Kanada. Der Park wird von der WinSport Canada, der ehemaligen Calgary Olympic Development Association (CODA), geführt.
Der Canada Olympic Park wurde ursprünglich für die Olympischen Winterspiele 1988 in Calgary errichtet und war dessen Hauptstandort. Teil des Parks sind unter anderem die Bob- und Rennschlittenbahn sowie die Sprungschanzenanlage Alberta Ski Jump Area. Hier wurden die Bob- und Rennrodelwettbewerbe respektive die Skisprungwettbewerbe ausgetragen. Auch die Demonstrationswettbewerbe im Freestyle-Skiing fanden hier statt.
Der Park wird heute weiterhin als Trainingsstätte und für Wettkämpfe genutzt. Zu den Wintersportmöglichkeiten zählen auch Ski Alpin, Skilanglauf, Eislauf und Snowboarden. Im Sommer wird der Park auch für Sportarten wie Mountainbiken benutzt, es gibt über 25 km Bike-Touren.